# 1,5-ジヒドロキシナフタレン
1,5-ジヒドロキシナフタレン（英: 1,5-Dihydroxynaphthalene）はナフタレンの誘導体の一種である。ジヒドロキシナフタレンの異性体の一つで、ナフタレンの1位と5位の水素原子がヒドロキシ基に置換した構造を持つ。1,4-ナフタレンジオールとも称する。化学式はC10H6(OH)2。極性有機溶媒に可溶な無色の結晶で、一部の染料の中間体となる。

## 製法と用途
ナフタレン-1,5-ジスルホン酸（アームストロング酸）を、強塩基の存在下で加水分解したのちに酸性化することで得られる。
いくつかのアリルジアゾニウム塩とのカップリング反応によりジアゾ染料を与える。酸化クロム(VI)で酸化すると、天然染料のジュグロンとなる。